# باشگاه فوتبال فالکونز
باشگاه فوتبال فالکونز یک باشگاه فوتبال حرفه‌ای از شهر اولان باتور ، مغولستان است.